# Münzenberg, Quedlinburg
Münzenberg je mestna četrt v Quedlinburgu, v deželi Saška - Anhalt v Nemčiji. 

## Lega
Sestavlja ga okoli 65 večinoma dvonadstropnih pollesenih Fachwerk hiš, ki so bile zgrajene na istoimenskem hribu zahodno od starega mestnega jedra Quedlinburga in ponujajo širok razgled na Quedlinburg in predgorje Harza. Na jugovzhodnem delu je pravokoten blok stavb, območje nekdanje samostanske cerkve.

## Ime
Pomen imena je nejasen. Zdi se, da kovnica ni bila na hribu, tako da je malo verjetna povezava z imenom. Okoli leta 1000 se je vzpetina imenovala mons occidentalis (nemško zahodni hrib). V 13. stoletju je bila omenjena kot Montsingeberg in Muntzingeberg, leta 1314 kot Unzingeberg.

## Zgodovina
Območje okoli hriba je bilo naseljeno po arheoloških najdbah že od 5. tisočletja pr. n. št.. Torej je bilo pobočje proti Mühlgrabnu v neolitiku je bilo poseljeno z kulturo trakaste kerami.
Leta 1968 so bile ob zemeljskih delih izkopane obsežne najdbe, ki dokazujejo uporabo območja v 10. stoletju in nadaljevanje uporabe do 12. stoletja. V 1950-ih so pri polaganju prvih vodovodnih cevi odkrili kamnit sarkofag. Ob kasnejšem delu na posestvu Münzenberg št. 4 so našli pogrebno jamo, poglobljeno v skalo. Pred hišami 17 in 18 so našli tudi druga srednjeveške kosti.
Razlog za razvoj naselja na Münzenbergu je bila ustanovitev in posest benediktinskega samostana in cerkve svete Marije. Samostan in cerkev sta bila podarjena v času prve opatinje Matilde leta 986 v neposredni bližini otonskega kraljevega dvora na sosednjem Schlossbergu. Samostan je bil dokončan leta 995. Delno uničen zaradi udara strele 1015 je bila rekonstrukcija končana leta 1017.
Ta samostan je deloval do kmečkih uporov in reformacije, ki je bila uvedena v Quedlinburgu leta 1539 pod vladavino opatinje Ane II. Samostan je bil opuščen, cerkveni zakladi pa preneseni v samostansko cerkev. Nekatere sestre so živele v zgradbah do svoje smrti. Samostan je bil desetletja prazen in je razpadal. Uporabljen je bil delno kot kamnolom.
Od približno leta 1580 so se naselili obrtniki, potujoči ljudje in glasbeniki. Elizabeta II. von Reinstein, opatinja samostojnega ženskega samostana, je dovolila naseliti Münzenberg. Ker so bili večinoma ljudje, ki niso pripadali običajnim buržoaznim obrtem, Quedlinburgerji niso bili zelo zadovoljni z novo sosesko in že kmalu je beseda »Münzenberger« v Quedlinburgu postala skoraj umazana. Domnevno so sveže pečeni očetje v Münzenbergu držali novorojenčke na oknu in govorili: »Vse, kar vidiš, je tvoje, ne moreš biti ujet!«. Prav tako so imeli navado, da so za novorojenčke držali trobento in kovanec nad zibelko. Če se je otrok prijel za trobento, bi bil muzikant, tat če bi prišel do kovanca . Na hribu se je razvil tudi lasten besednjak.
Sredi ruševin samostanskega kompleksa so novi prebivalci Münzenberga postavili svoje majhne fachwerk hiše brez načrtov. Za stavbe je bil uporabljen gradbeni material porušenih stavb. V nove hiše so bile vključene tudi ohranjene stene. Gosta gradnja in pomanjkanje oskrbe z vodo je povzročilo veliko požarov. Tako so bili požari leta 1600, 1608, 1609, 1611, 1615, 1677 in 1699.
1716 je ustanovil župnik Elias Andreas Goeze v današnji hiši Münzenberg 2, ki je nastala po gradbenem napisu istega leta , šolo. Želel je preprečiti duševno zanemarjanje, ki ga kritizirajo v poročilu ob obisku. Na Münzenbergu je živelo okoli 250 ljudi. Goeze ga je tudi dobro očistil, a je bil kmalu poln smeti. V času opatinje Marie Elizabete von Holstein-Gottorp je delovala sirotišnica in hiša za vdove, v katerih so izdelovali volno in tekstil. V 19. stoletju je bil mestni hiši dodan gasilski dom. Münzenberg je do leta 1810 pripadal samostanu na Schlossbergu, nato je bil vključen v Quedlinburg.
Težka je bila oskrba z vodo. Dolgo so vodo nosili s posodami iz mlinskega jarka ob vznožju hriba. Do sredine 20. stoletja je bila oskrba z vodo izvedena s črpalkami. Šele v letih od 1993 do 1995 je bilo naselje priključeno na centralno oskrbo z vodo in kanalizacijo.
Po politični spremembi leta 1989 so bile zgodovinske stavbe v veliki meri obnovljene. 8. decembra 2011 je prišlo do požara, v katerem je bila uničena zgodovinska lesena hiša Münzenberg 30 in poškodovani sosednji stavbi 29 in 31.

## Muzej samostanske cerkve svete Marije
Muzej samostanske cerkve svete Marije je trenutno v gradnji, vendar ga je mogoče obiskati. Vsebuje vse pomembne elemente otonske bazilike (apsida, transept, tri ladje in zahodna fasada). Zgrajena leta 986, je bila uporabljena kot cerkev benediktinskega samostana do leta 1536, ko je bila predelana v različne stanovanjske stavbe. Leta 1994 sta kupila Siegfried Behrens in njegova žena eno od hiš in jo v naslednjih letih dopolnila z dodatnimi nakupi, da bi kompleks postal dostopen kot muzej. Leta 2006 je bila na Münzenbergu postavljena fundacija Klosterkirche St. Marien, tri hiše pa so bile prenesene na nemško fundacijo za varstvo spomenikov. Muzej je bil nagrajen z romansko nagrado zvezne dežele Saška - Anhalt.
Obisk obsega zahodno kripto, predprostor k nekdanji samostanski galeriji z nekaj razstavljenimi majhnimi najdbami, dvorišče, vzhodno kripto, klet južnega stolpa in grobišče z majhno muzejsko trgovino. V grobišču sta dva kamnita groba. Glavni vhod je preko hiše Münzenberg 4.
V letu 2014 je 16.853 gostov obiskalo ostanke samostanske cerkve, od tega 2722 v okviru organiziranih ogledov mestnih vodnikov. 

## Spomeniki
Münzenberg je vpisan v seznam spomenikov Quedlinburga. Poleg tega je več hiš označenih kot posamezni spomeniki, kot so stavbe Münzenberg 8, 31, 50, 54 in 60. Skupina hiš s pogledom na cerkev svete Marije 2-8, 10-13, 15, 16, 65 je posebej navedena kot spomenik.